# Hugo Gonçalves
Hugo Gonçalves (Sintra, 9 de julho de 1976) é um escritor e jornalista português.

## Biografia
Nasceu em Sintra, Portugal, a 9 de julho de 1976. Estudou Comunicação Social no ISCSP e estreou-se como jornalista integrando a equipa fundadora da revista Focus. Em 2000 recebeu o Prémio Revelação do Clube Português de Imprensa, com a reportagem "Esto es el fin del mundo", sobre as cheias na Venezuela, em dezembro de 1999.
Escritor de vários romances, recebeu o Prémio Fernando Namora 2024 pelo livro "Revolução". Autor de séries de televisão como País Irmão (RTP) e Até que a vida nos separe (Netflix), foi guionista das três temporadas da série Rabo de Peixe (Netflix).
Morou e foi correspondente de várias publicações portuguesas em Nova Iorque, Madrid e Rio de Janeiro. 
Ao longo da sua carreira, escreveu reportagens e crónicas para o Jornal de Notícias, Diário Económico, jornal i, Expresso, revista Visão, onde colaborou com a "Crónica do Rio" e Diário de Notícias, onde escreveu as crónicas "Postais dos Trópicos" e "Máquina de escrever".

## Obras publicadas
- O Maior espectáculo do mundo (2004)
- O Coração dos homens (2006)
- Fado, samba e beijo com língua (2011)
- Enquanto Lisboa arde o Rio de Janeiro pega fogo (2013)
- Postais dos Trópicos - um português à solta no Rio de Janeiro (ebook) - (2015)
- O Caçador do Verão (2015)
- Filho da Mãe (2019)[1]
- Deus Pátria Família (2021)[1]
- Revolução (2023) - Prémio Fernando Namora[1]